# Казунгула (Ботсвана)
Казунгула, Касунгула (англ. Kazungula) — сельский населённый пункт на севере Ботсваны, на территории Северо-Западного округа.

## Географическое положение
Населённый пункт находится в северо-восточной части округа, на правом берегу реки Квандо (Линьянти), вблизи границ с Намибией, Замбией и Зимбабве, на расстоянии приблизительно 755 километров к северо-северо-западу (NNW) от столицы страны Габороне. Абсолютная высота — 935 метров над уровнем моря.

## Население
По данным официальной переписи 2001 года численность населения составляла 1665 человек.
Динамика численности населения Казунгулы по годам:
| 2001  | 2013  |
| ----- | ----- |
| 1 665 | 2 232 |

## Транспорт
Существует паромное сообщение с одноимённым городом в Замбии. C 10 мая 2021 открыт мост.